# 天主教姆賓加教區
天主教姆賓加教區 （拉丁語：Dioecesis Mbingaënsis）是坦桑尼亞一個羅馬天主教教區，屬松蓋阿總教區。
教區成立於1986年12月22日，位於魯伍馬區西部。2011年有教友418,000人（佔轄區總人口78.6%）、廿五個堂區、六十九名司鐸。現任教區主教為约翰·克里索斯托姆·恩丁伯。